# Amblycerus teutoniensis
Amblycerus teutoniensis là một loài bọ cánh cứng trong họ Bruchidae. Loài này được Ribeiro-Costa & Kingsolver miêu tả khoa học năm 1993.